# Апшеронский национальный парк
Апшеронский национальный парк (азерб. Abşeron Milli Parkı) создан в 2005 году на базе Апшеронского государственного заказника, на территории Хазарского района города Баку. Общая площадь парка составляет 783 гектара (7.83 км²).

## История
Заказник был создан в 1969 году на Апшеронском полуострове с целью охраны мест обитания водоплавающих птиц, каспийской нерпы, увеличения числа джейранов, привезённых в заказник с острова Хере-Зире.
В 2005 году преобразован в национальный парк.
Из 783 гектар 375 га расположены на суше, 408 га на море.

## Цель создания
Создан для сохранения расположенных и обитающих на этой территории редких представителей флоры и фауны, в том числе джейранов, каспийских тюленей и водоплавающих птиц.

## Флора и фауна
На сухой территории обитают джейраны, шакалы, лисицы, барсуки, зайцы, в водах Каспийского моря тюлени и рыбы, птицы серебристая чайка, лебедь-шипун, лысуха, шилохвость, кряква, большая белая цапля, болотный лунь и другие перелётные птицы. Звери и птицы, занесённые в Красную книгу Азербайджана и обитающие на территории Ширванского национального парка, встречаются и в Апшеронском национальном парке.
Занесены в Красную книгу: каспийская нерпа, джейран, султанка, белоглазый нырок, лебедь-шипун, фламинго, рыжая цапля, кудрявый пеликан.